# National Society of Film Critics
Die National Society of Film Critics (NSFC) ist eine US-amerikanische Filmkritikervereinigung. Sie verleiht alljährlich die National Society of Film Critics Awards (NSFC Award)s, die gemeinsam mit dem Oscar, dem Golden Globe Award, dem Directors Guild of America Award und den Auszeichnungen des New York Film Critics Circle und der Los Angeles Film Critics Association zu den bedeutendsten Filmpreisen in den Vereinigten Staaten zählen.

## Geschichte
1966 gründete Hollis Alpert in seinem New Yorker Apartment – gemeinsam mit anderen Filmkritikern – die National Society of Film Critics, nachdem einige Mitglieder des New York Film Critics Circles die Auswahl ihrer jährlichen Filmpreisträger als zu herkömmlich und ultrakonservativ beanstandeten und diese Vereinigung verließen. Die National Society of Film Critics besteht heute aus ca. 60 aktiven Mitgliedern, die verschiedene Zeitungen und Publikationen (Print und Online) aus den USA repräsentieren, aus Los Angeles, Boston, New York, Philadelphia und Denver bzw. von Veröffentlichungen wie The Wall Street Journal, The Nation, The New Yorker, The Village Voice oder The Boston Herald. Die NSFC ist seit 1999 Mitglied der Fédération Internationale de la Presse Cinématographique (FIPRESCI), der internationalen Vereinigung von Filmkritikern und Filmjournalisten, und gehört in Nordamerika zu den am höchsten respektierten professionellen Vereinen seiner Art.

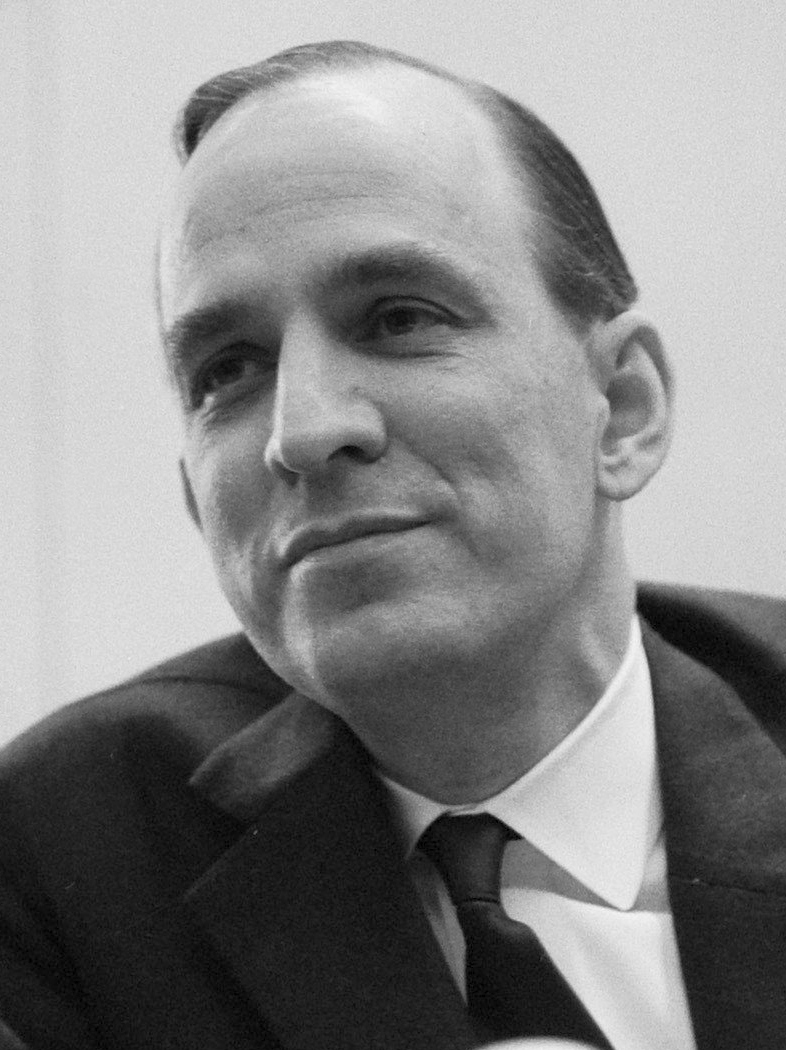
Ingmar Bergman (1966)

Die Kritikervereinigung ist für ihren hochintellektuellen Geschmack an Filmen bekannt. Die Vergabe ihrer Preise alljährlich Anfang Januar, für die besten Filmproduktionen und Filmschaffenden des zurückliegenden Kalenderjahres, wird oft als unorthodox bezeichnet, wodurch sie nicht als wichtiger Wegweiser für die alljährliche Oscarverleihung gelten. Schon bei der ersten Verleihung der National Society of Film Critics Awards im Jahr 1966 kürte man als einzige US-amerikanische Filmkritikervereinigung Michelangelo Antonionis unkonventionellen Blow Up als beste Filmproduktion des Jahres 1966, während bei den Oscars, Golden Globes und den British Film Academy Awards Fred Zinnemanns klassisches Historiendrama Ein Mann zu jeder Jahreszeit triumphierte.
Der Auszeichnung von Blow Up folgten außergewöhnlich viele Siege ausländischer beziehungsweise fremdsprachiger Spielfilmproduktionen, darunter Werke von so renommierten Regisseuren wie Luis Buñuel (Der diskrete Charme der Bourgeoisie), Constantin Costa-Gavras (Z), Akira Kurosawa (Ran), Éric Rohmer (Claires Knie) oder François Truffaut (Die amerikanische Nacht). Als erfolgreichster Filmemacher gilt Ingmar Bergman, dessen Werke zwischen 1968 und 1978 mit achtzehn Preisen bedacht wurden, darunter sieben Auszeichnungen für den schwedischen Filmregisseur und Drehbuchautoren selbst. US-amerikanische Produktionen (inklusive Koproduktionen) wurden in der 51-jährigen Geschichte der National Society of Film Critics bisher „nur“ 30 Mal als bester Film des Jahres ausgezeichnet, wobei die NSFC fünfmal mit dem besten Film der Academy of Motion Picture Arts and Sciences, die die Oscars vergibt, übereinstimmte. Die am häufigsten prämierten Schauspieler sind die US-Amerikaner Meryl Streep und Jack Nicholson, die es bisher auf vier beziehungsweise fünf Darstellerauszeichnungen brachten.

## Preiskategorien und Wahlsystem
Bei der ersten Auflage des Filmpreises wurde der National Society of Film Critics Award in vier Kategorien vergeben. Aktuell werden Preisträger alljährlich in bis zu elf verschiedenen Kategorien prämiert, wobei der Preis für den besten fremdsprachigen Film des Jahres nur vergeben wird, wenn eine englischsprachige Spielfilmproduktion als bester Film des Jahres triumphiert. Die Gewinner werden auf einer im Vergleich zu den Oscars oder Golden Globe Awards schlichten Verleihungszeremonie mit einer gravierten Urkunde geehrt. Unregelmäßig werden Sonderpreise wie der Special Award („Spezialpreis“), eine Special Citation („Lobende Erwähnung“) oder der Richard and Hilda Rosenthal Foundation Award ausgegeben.
Die Gewinner der einzelnen Kategorien werden durch eine Wahl ermittelt, wobei jedes NSFC-Mitglied im ersten Wahlgang pro Kategorie drei Favoriten auf seinem Stimmzettel vermerkt, denen man absteigend nach Leistung drei, zwei und einen Punkt zukommen lässt. Sollte im ersten Wahlgang kein einzelner Gewinner ermittelt werden können, erfolgt ein zweiter Wahlgang, ohne die Punkteverteilung nach drei Favoriten. Die Abstimmung wird solange fortgesetzt, bis ein Kandidat die meisten Punkte auf sich vereinen kann.
Die regulären Preiskategorien im Überblick (die letzte Verleihung fand am 8. Januar 2022 statt):
| Kategorie                   | Originalbezeichnung(en)                  | verliehen seit |
| --------------------------- | ---------------------------------------- | -------------- |
| Bester Film                 | Best Picture                             | 1967           |
| Beste Regie                 | Best Director                            | 1967           |
| Bester Hauptdarsteller      | Best Actor                               | 1967           |
| Beste Hauptdarstellerin     | Best Actress                             | 1967           |
| Bester Nebendarsteller      | Best Supporting Actor                    | 1968           |
| Beste Nebendarstellerin     | Best Supporting Actress                  | 1968           |
| Bestes Drehbuch             | Best Screenplay                          | 1968           |
| Beste Kamera                | Best Cinematography                      | 1968           |
| Bester fremdsprachiger Film | Best Foreign Language Film               | 1991           |
| Bester Dokumentarfilm       | Best Documentary / Best Non-Fiction Film | 1985           |

Daneben wurde 2022 der Film Heritage Award an Maya Cade, Gründerin des Black Film Archive, sowie postum an die beiden verstorbenen Filmemacher und früheren -kritiker Bertrand Tavernier und Peter Bogdanovich vergeben.

## Erfolgreichste Filme
Bei den Preisverleihungen wurden niemals mehr als vier Auszeichnungen an eine Filmproduktion vergeben. Nachfolgend eine Liste der bei den National Society of Film Critics Awards erfolgreichsten Filme (ab drei Preisen):
| Platz | Titel (* = keine Auszeichnung als „Bester Film“) | Preise | Jahr     |
| ----- | ------------------------------------------------ | ------ | -------- |
| 1.    | Atlantic City, USA                               | 4      | 1982     |
| 1.    | Blue Velvet                                      | 4      | 1987     |
| 1.    | Breaking the Waves                               | 4      | 1997     |
| 1.    | Drive My Car                                     | 4      | 2022     |
| 1.    | Erbarmungslos                                    | 4      | 1993     |
| 1.    | Happy-Go-Lucky*                                  | 4      | 2009     |
| 1.    | Inside Llewyn Davis                              | 4      | 2014     |
| 1.    | Lady Bird                                        | 4      | 2018     |
| 1.    | Moonlight                                        | 4      | 2017     |
| 1.    | Nashville                                        | 4      | 1975 (2) |
| 1.    | Der Pianist                                      | 4      | 2003     |
| 1.    | Schindlers Liste                                 | 4      | 1994     |
| 1.    | The Social Network                               | 4      | 2011     |
| 1.    | Szenen einer Ehe                                 | 4      | 1975 (1) |
| 1.    | There Will Be Blood                              | 4      | 2008     |
| 1.    | Tootsie                                          | 4      | 1983     |
| 1.    | The Tree of Life*                                | 4      | 2012     |
| 18.   | Die amerikanische Nacht                          | 3      | 1974     |
| 18.   | Drugstore Cowboy                                 | 3      | 1990     |
| 18.   | Die Ehre der Prizzis*                            | 3      | 1986     |
| 18.   | Gosford Park*                                    | 3      | 2002     |
| 18.   | Hope and Glory*                                  | 3      | 1988     |
| 18.   | Kramer gegen Kramer*                             | 3      | 1980     |
| 18.   | L.A. Confidential                                | 3      | 1998     |
| 18.   | Leaving Las Vegas*                               | 3      | 1996     |
| 18.   | Liebe                                            | 3      | 2013     |
| 18.   | Life is Sweet                                    | 3      | 1992     |
| 18.   | Manchester by the Sea*                           | 3      | 2017     |
| 18.   | Melvin und Howard                                | 3      | 1981     |
| 18.   | Nomadland                                        | 3      | 2021     |
| 18.   | Out of Sight                                     | 3      | 1999     |
| 18.   | Persona                                          | 3      | 1968     |
| 18.   | Roma                                             | 3      | 2019     |
| 18.   | Schande                                          | 3      | 1969     |
| 18.   | Sideways*                                        | 3      | 2005     |
| 18.   | Der Stadtneurotiker                              | 3      | 1977 (2) |
| 18.   | Taxi Driver*                                     | 3      | 1977     |
| 18.   | Tödliches Kommando – The Hurt Locker             | 3      | 2010     |
| 18.   | Wie ein wilder Stier*                            | 3      | 1981     |

## Veröffentlichungen
Die NSFC fungiert auch als Herausgeber von Buchanthologien zum Thema Film. Eine Auswahl:
- James Bernard (Hrsg.): The X-list : the National Society of Film Critics' movies that turn us on. Da Capo, Cambridge, Mass.  2005, ISBN 0-306-81445-5.
- Stuart Byron, Elisabeth Weis: The National Society of Film Critics on movie comedy. Grossman Publishers, New York 1977, ISBN 0-670-49186-1.
- James Carr (Hrsg.): The A list : the National Society of Film Critics' 100 essential films. Da Capo Press, Cambridge, MA 2002, ISBN 0-306-81096-4.
- Richard T. Jameson: They went thataway : redefining film genres. Mercury House, San Francisco 1994, ISBN 1-56279-055-2.
- Peter Keough: Flesh and blood : the National Society of Film Critics on sex, violence, and censorship. Mercury House, San Francisco 1995, ISBN 1-56279-076-5.
- Peter Rainer: Love and hisses : the National Society of Film Critics sound off on the hottest movie controversies. Mercury House, San Francisco 1992, ISBN 1-56279-031-5.
- Michael Sragow: Produced and abandoned : the best films you've never seen. Mercury House u. a., San Francisco 1990, ISBN 0-916515-84-2.
- Elisabeth Weis: The National Society of Film Critics on the movie star. Viking Press, New York 1981, ISBN 0-670-49187-X.